# Avant Browser
Avant Browser er en freewarewebbrowser som forener Microsofts Internet Explorer (IE) med en grænseflade, der er tiltænkt at være mere rig på ekstrafunktioner, mere fleksibel og ergonomisk såsom Mozilla Firefox. Dette inkluderer især benyttelse af URL aliaser og musegestusser.
Avant Browser er på nuværende tidspunkt tilgængelig på 41 sprog, heriblandt dansk.
Browseren er hurtigere end IE, og selve installationspakken fylder kun små 2-3MB, den har et ikon nede ved proceslinjen når den er åben, og derfra kan den indstilles og skjules fra proceslinjen, hvorfra den også lukkes.
Et kritikpunkt er at den ikke er multitrådet, altså hvis en af de åbne hjemmesider ikke svarer computeren låser hele browseren indtil problemet er løst.
Den virker med Windows 98 eller nyere inklusiv Windows Vista, og Internet Explorer 6 eller 7 skal være installeret.